# 14.º Ejército de la Fuerza Aérea y la Defensa Aérea
El 14.º Ejército de la Fuerza Aérea y Defensa Aérea (14.ºA VVS i PVO) de Rusia, es la asociación operativa de las unidades de la Fuerza Aérea y de las unidades de la Defensa Aérea  como parte del Distrito Militar Siberiano (1998-2009), y como parte del Distrito Militar Centro (desde 2015)

## Historia
La andadura del 14.º Ejército de la Fuerza Aérea y la Defensa Aérea comenzó el 1 de julio de 1952, cuando fue organizada por la directiva del comandante de las Fuerzas de Defensa Aérea, la región de Novosibirsk de Defensa Aérea de 3.ª categoría. Posteriormente, la asociación se transformaría en varias ocasiones:
- Región de Novosibirsk de Defensa Aérea de la 3.ª categoría, desde el 1 de julio de 1952.
- División de Defensa Aérea de Novosibirsk, desde el 3 de julio de 1954.
- Cuerpo de Defensa Aérea de Novosibirsk, desde el 15 de noviembre de 1956.
- 14.º Ejército independiente de Defensa Aérea (14.ºA PVO), desde el 24 de marzo de 1960.
- 6.º Cuerpo independiente de Defensa Aérea (6.ºK PVO), desde el 10 de junio de 1994.
- 14.º Ejército la Fuerza Aérea y la Defensa Aérea (14.ºA VVS i PVO), desde el 1 de junio de 1998.
- 2.º Comando de la Fuerza Aérea y la Defensa Aérea, (CG: Ekatrinburgo), desde el 12 de enero de 2009.
- 14.º Ejército de la Fuerza Aérea y la Defensa Aérea (14.ºA VVS i PVO), desde el 1 de agosto de 2015

La reforma de las Fuerzas Aéreas de 1998 fusionó la Fuerza de Defensa Aérea (PVO), con cazas interceptores y misiles antiaéreos, con la Fuerza Aérea (aviación frontal), que contaba con cazabombarderos, aviones de asalto, de reconocimiento y de transporte.
El 14.º Ejército de la Fuerza Aérea y Defensa Aérea como parte del Distrito Militar Siberiano fue formado el 1 de junio de 1998 por decreto del Presidente de Rusia. El ejército incluía unidades del 23.º Ejército del Aire , el 6.º cuerpo independiente de defensa aérea y el 50.º cuerpo independiente de defensa aérea.
Se desplegaron unidades del ejército en el territorio de 12 entidades constituyentes de la Federación de Rusia ubicadas en el Distrito Federal de Siberia
La historia más reciente del 14.ºA VVS i PVO data del 1 de agosto de 2009, cuando, tras la transición a la nueva estructura organizativa y de personal de las Fuerzas Armadas de la Federación de Rusia, el 14.ª Ejército de la Fuerza Aérea y la Defensa Aérea se reorganizó en el 2.º Comando de la Fuerza Aérea y la Defensa Aérea del Distrito Militar Centro.
El cuartel general se traslada a Ekaterimburgo. El 25 de septiembre de 2010, la dirección de la asociación comenzó a cumplir su misión.
De conformidad con el Decreto del Presidente de la Federación de Rusia y las órdenes del Ministro de Defensa de la Federación de Rusia , tras la transición a la nueva división administrativo-territorial de los distritos militares, la asociación incluía, además de las unidades militares de la región de  Siberia Occidental, las unidades del Distrito Militar del Volga y los Urales, además de traspasar las unidades de la zona del Transbaikal al 11.º Ejército VVS i PVO del Distrito Militar Este.
También las unidades en Tayikistán y Kirguizistán quedaban incluidas bajo el mando del 14.º Ejército VVS i PVO. En total se despliegan unidades y unidades en 29 entidades constituyentes de la Federación de Rusia a ubicadas en los distritos federales de Volga , Ural y Siberia, así como en Tayikistán y Kirguizistán .
En 2011, el 14.º Ejército recibió la prioridad sobre otras unidades de aviación al recibir de ocho escuadrones de helicópteros separados de las Fuerzas Estratégicas de Misiles.
El 1 de agosto de 2015, el ejército fue reformado. La asociación recibió de nuevo el nombre del 14.º Ejército de la Fuerza Aérea y la Defensa Aérea.
Todos los años, las fuerzas en servicio de las fuerzas de radioingeniería, las tropas de misiles antiaéreos y los aviones de combate, en aras de la preparación para el combate, realizan el monitoreo de más de 20 mil aviones, siguiendo el cronograma y las aplicaciones, incluidos unos 3 mil en la zona fronteriza.
Se monitorean numerosos hechos de vuelos de aviones de estados extranjeros a lo largo de las fronteras de la Federación de Rusia fuera de su territorio, se revelan docenas de violaciones del procedimiento para usar el espacio aéreo. 
En abril de 1960, sobre la base del 185.º regimiento de misiles antiaéreos de la guardia, se formó la 57.ª brigada de misiles antiaéreos, cuyo personal el 1 de mayo de 1960 en el cielo de los Urales destruyó el avión de reconocimiento estadounidense Lockheed U-2.
Miles de soldados de la Asociación de la Fuerza Aérea y la Defensa Aérea participaron en las hostilidades y brindaron asistencia militar a los pueblos de Corea, Cuba, Egipto, Vietnam, Siria, Madagascar, Libia, Etiopía, Afganistán y muchos otros países.
Con los años, 257 héroes de la Unión Soviética, 17 de ellos dos veces, lucharon y sirvieron en las formaciones y unidades militares de la asociación. 
Por su coraje, coraje y heroísmo en el cumplimiento de su deber internacional en Afganistán, el título de Héroe de la Unión Soviética fue otorgado al Mayor General del Aire N. A. Vlasov (póstumo), al Coronel A. S. Golovanov (póstumo), al Capitán N. S. Maydanov. Posteriormente, el coronel N. S. Maydanov participó en la operación antiterrorista en el Cáucaso del Norte y fue recompensado con el título de Héroe de la Federación Rusa (a título póstumo).
Dos veces cumplió el deber internacional en Afganistán, el comandante del 14.º y del 23.º Ejército del Aire, teniente general Valery Mikhailovich Gorbenko. Por acciones hábiles, coraje y coraje, 60 aviadores de su regimiento fueron galardonados con altos premios estatales, y Valery Mikhailovich recibió la Orden de la Estrella Roja.
Posteriormente, por la realización de misiones de combate durante la operación antiterrorista en el Cáucaso del Norte, el Teniente General V. M. Gorbenko recibió el alto rango de Héroe de la Federación Rusa.

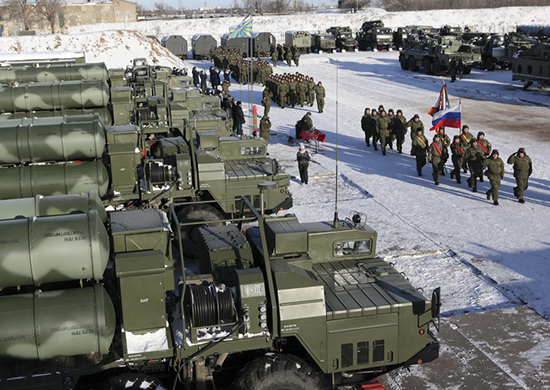
El teniente general Alexander Tatarenko participó en la ceremonia de puesta en orden de combate del sistema de misiles antiaéreos Triumph S-400 en el 590.º ZRP en Sarátov (27 de enero de 2018)

El comandante de la asociación, Mayor General V.N. Bondarev, recibió el título de Héroe de la Federación Rusa por el heroísmo mostrado durante las misiones de combate durante la operación antiterrorista en el Cáucaso del Norte.

## Comandantes
- Teniente general Nechaev, Valery Dmitrievich: junio de 1998 a diciembre de 2000.
- Teniente general Alexander Zelin:  diciembre de 2000 a junio de 2001.
- Teniente general Danilov, Nikolái Ivánovich: junio de 2001 a julio de 2007.
- Teniente general Belevich, Aleksandr Mijáilovich: julio de 2007 a junio de 2008.
- Teniente general Bondariov, Víktor Nikoláyevich: junio de 2008 a agosto de 2009.
- Teniente general Sevostianov, Víctor Mijáilovich: agosto de 2009 a enero de 2016.
- Teniente general Tatarenko, Aleksandr Yúrievich¨: desde el 12 de enero de 2016.

## Estructura
- Cuartel General del 14.º Ejército VVS i PVO, unidad militar 71592, Ekaterimburgo.
Unidades directamente subordinadas:

- 32.º OTSAP, Regimiento de aviación separado mixto de transporte, u/m 77979, Aeropuerto de Ekaterimburgo-Koltsovo (Óblast de Sverdlovsk).
Equipamiento: An-12, An-26, Tu-154, Tu-134, An-148, L-410UVP-E20, Mi-8AMTSh.
  - SAE 32.º OTSAP, Escuadrón mixto de aviación del 32.º OTSAP, u/m 77979-2, Novosibirsk-Tolmachevo. Equipamiento: An-12, An-26, Tu-134, Mi-8AMTSh.
  - SAE 32.º OTSAP, Escuadrón mixto de aviación del 32.º OTSAP, u/m 77979-4, Aeropuerto de Kyzyl (República de Tuvá). Equipamiento: An-26, Mi-8AMTSh.
  - APSO 32.º OTSAP, Destacamento de búsqueda y rescate del 32.º OTSAP, u/m 77979-3, Bratsk (Óblast de Irkutsk). Equipamiento: An-26, Mi-8MT.

- 17.º BrAA, Brigada de Aviación del Ejército, u/m 45123, Kámensk-Uralsky (Óblast de Sverdlovsk).
Composición: un escuadrón de Mi-24P y un escuadrón de Mi-8MTV-5.
  - AG 17.º BrAA, Grupo aéreo de 17.º BrAA, u/m 45123-2, Uprun, Uvel´skiy (Óblast de Cheliábinsk). Composición: escuadrón de Mi-8MTV-5, compañía de Mi-26

- 337.º OVP, Regimiento separado de helicópteros, u/m 12739, Aeropuerto Internacional de Novosibirsk-Tolmachevo.
Composición: un escuadrón de Mi-24P y un escuadrón de Mi-8AMTSh

- 999.º AvB, Base aérea de aviación, u/m 20022, aeródromo de Kant, Biskek (Kirguistán). Composición: escuadrón Su-25SM, Su-25, sección Mi-8MTV.

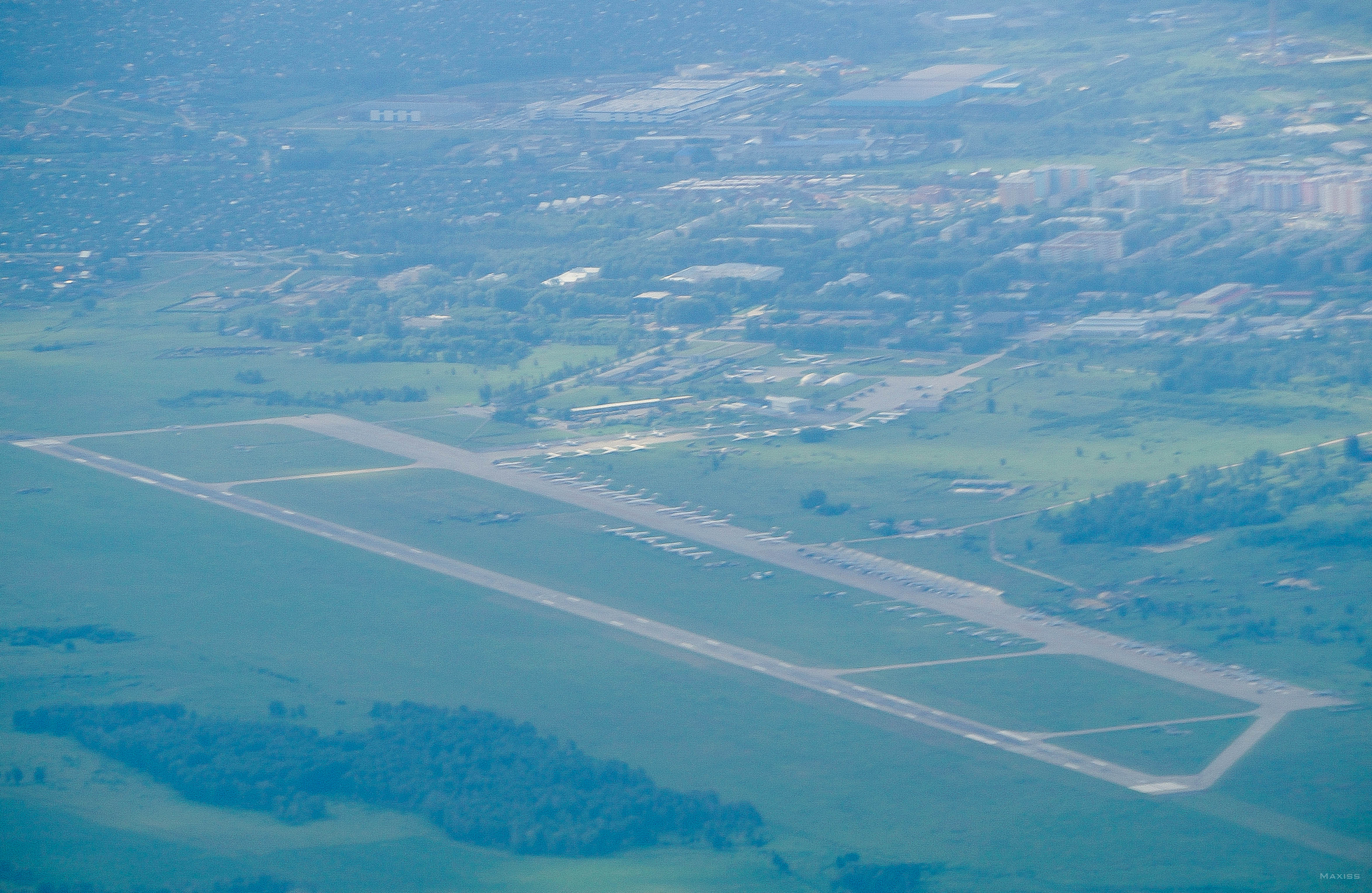
Base aérea de Shagol, sede del 2.º BAP

- 21.º SAD, División Compuesta de Aviación (CG: Cheliábinsk-Shagol)[6]
  - 2.º Gv.BAP, Regimiento de aviación de bombarderos de la Guardia, u/m 69806, Base aérea de Cheliábinsk-Shagol.[7]
Composición: 2 escuadrones de Su-34, un escuadrón de Su-24MR
  - 712.º IAP, Regimiento de aviación de caza, u/m 82873, Kansk (Krai de Krasnoyarsk).[8]
Composición: 2 escuadrones de MiG-31BM.
  - 764.º IAP, Regimiento de aviación de caza, u/m 88503, Aeropuerto Internacional de Perm-Bolshoye Sávino.[9]
Composición: 2 escuadrones de MiG-31BM

- 41.ºD PVO, División de Defensa Aérea, u/m 29286 (CG: Ob , Óblast de Novosibirsk):
  - 24.º ZRBr, Brigada de misiles antiaéreos, u/m 79222, Abakan (República de Jakasia).
Composición: Mando, AKP, 2 batallones de 12 unidades PU ZRK 300PS.
  - 388.º Gv.ZRP, Regimiento de misiles antiaéreos de la Guardia, u/m 97646, Achinsk (Krai de Krasnoyarsk).
Composición: Mando, AKP, 3 batallones de 12 unidades PU ZRK 300PS.
  - 590.º Gv.ZRP, Regimiento de misiles antiaéreos de la Guardia de Lvov, u/m 35730, Novosibirsk.
Composición: Mando, AKP, 1 batallón de 12 unidades PU ZRK 300PS, 2 batallones de 8 unidades PU ZRK S-400, 1 batallón de 6 unidades ZRPK 96K6 Pantsir-S1.
  - 1534.º ZRP, Regimiento de misiles antiaéreos, u/m 25512, Angarsk (Óblast de Irkutsk).
Composición: Mando, AKP, 2 batallones de 12 unidades PU ZRK 300PM.
  - 341.º RTP, Regimiento de ingeniería de radio, u/m 58133, ciudad de Ob, (Óblast de Novosibirsk).

- 76.ºD PVO, División de Defensa Aérea, u/m 34244 (CG: Samara):
  - 185.º Gv.ZRP, Regimiento de misiles antiaéreos de la guardia, u/m 92851, Ekaterimburgo-Berezovsky.
Composición: Composición: Mando, AKP,2 batallones de 8 unidades PU ZRK S-400.
  - 511.º Gv.ZRP, Regimiento de misiles antiaéreos  de la Guardia de Smolensk, Bandera Roja, órdenes de Suvorov, de Bogdan Khmelnitsky y tres veces orden de Kutuzov.
u/m 40218, Engels, (Óblast de Sarátov). Composición: Mando, AKP, 2 batallones de 8 unidades PU ZRK S-400, un batallón de 6 unidades ZRPK 96K6 Pantsir-S1.
  - 568.º ZRP, Regimiento de misiles antiaéreos, u/m 28042, Samara.
Composición: Mando, AKP, 3 batallones de 8 unidades PU ZRK S-400.
  - 340.º RTP, Regimiento de ingeniería de radio, u/m 40278, Mirny, (Óblast de Samara).

## Galería fotográfica

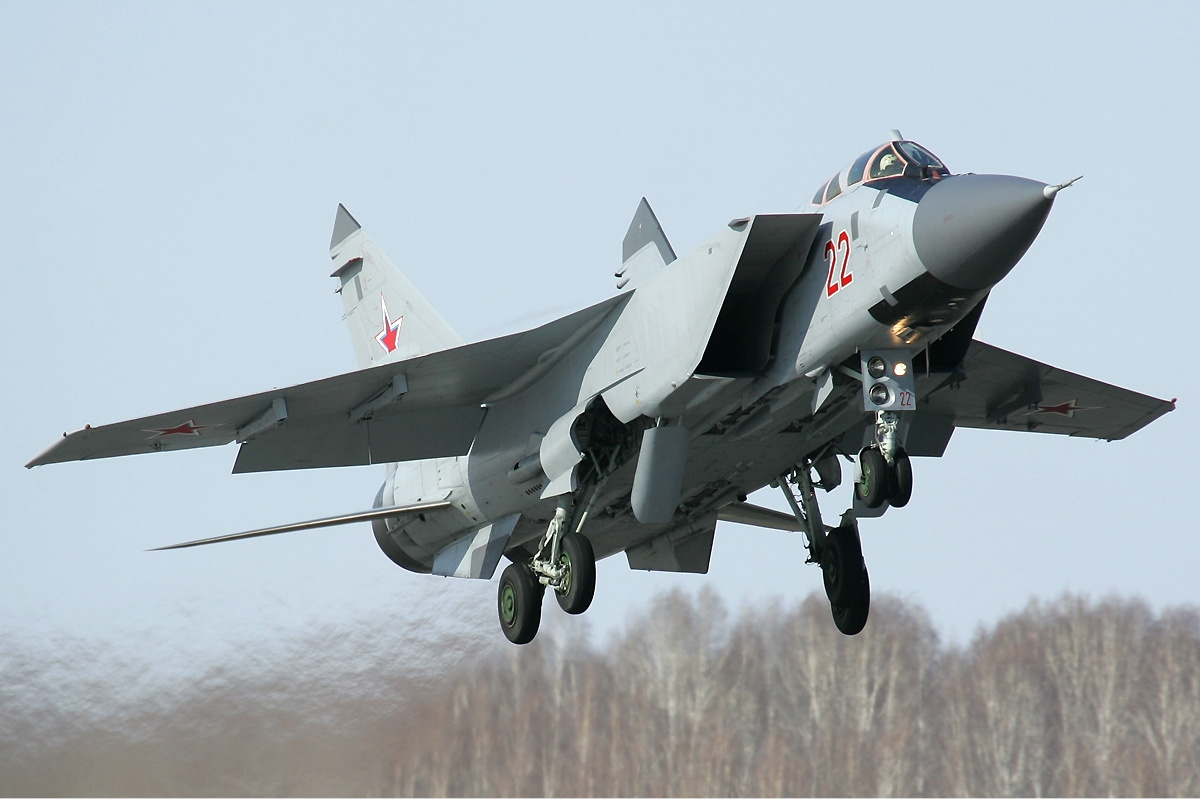
MiG-31BM del 712.º IAP de Kansk en 2012
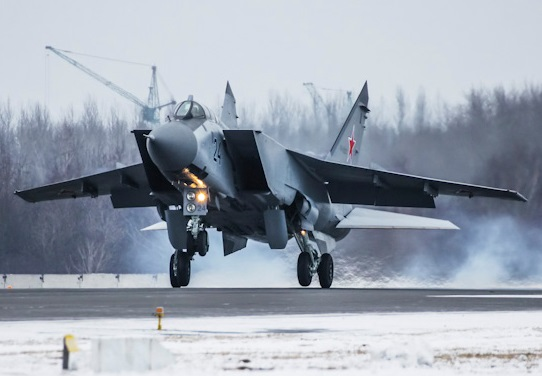
MiG-31BM del 764.º IAP en Perm en 2018
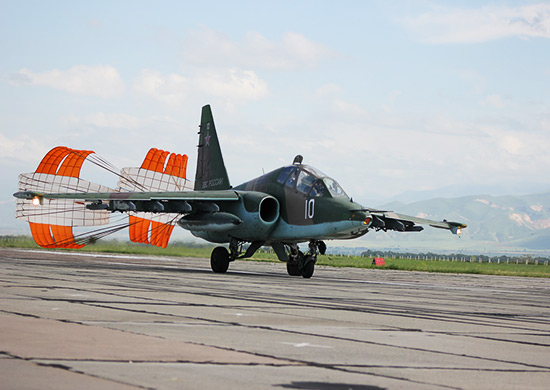
Su-25UB del 999.ºAvB en Kant Kirguistán

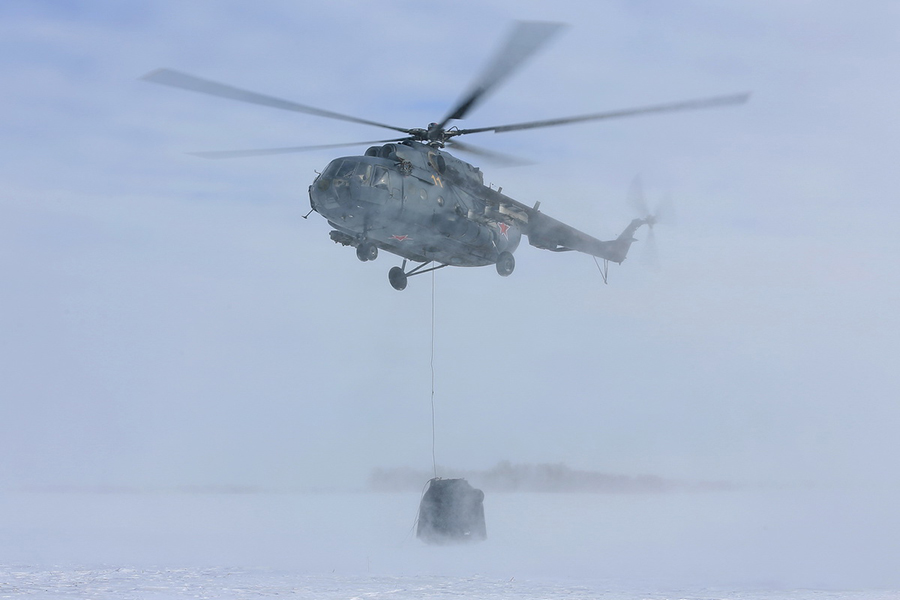
Mi-8 en la recuperación de una cápsula Soyuz TMA en Kazajistán en 2015
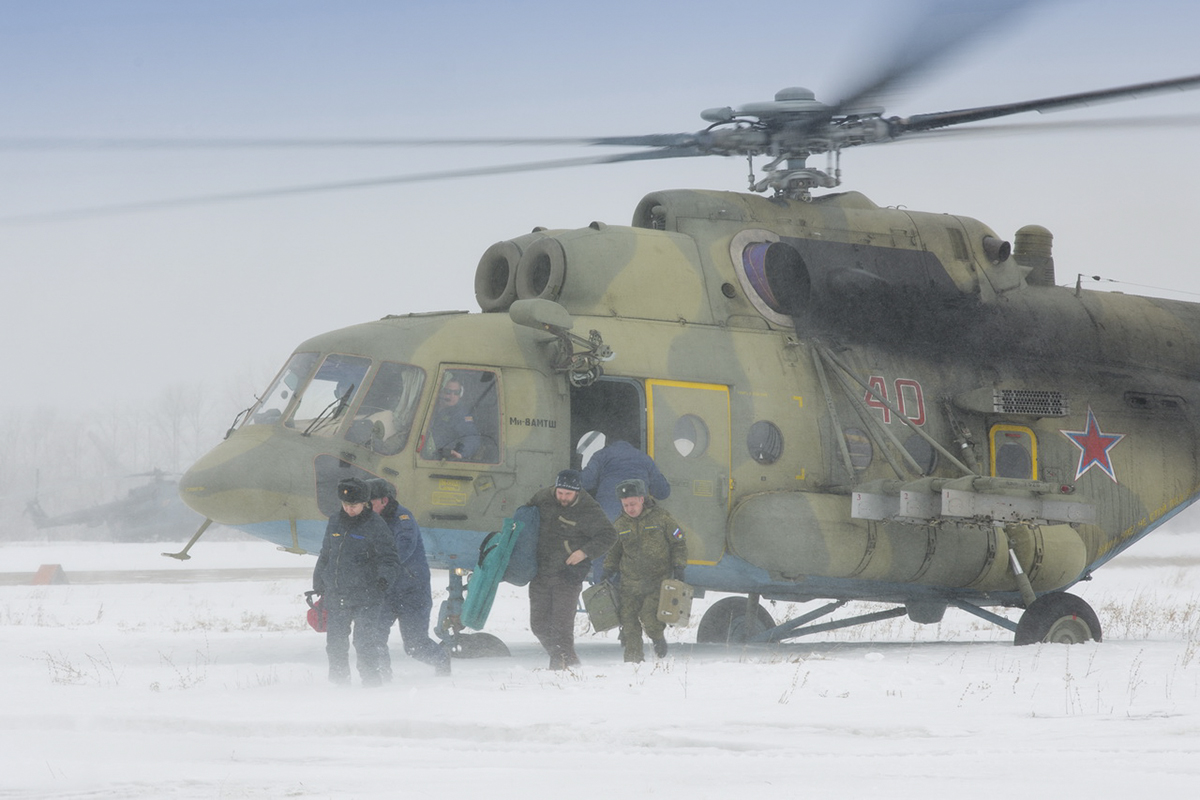
Mi-8AMTSh del 32.º OTSAP en Uprun en la recuperación de un Soyuz TMA en 2017
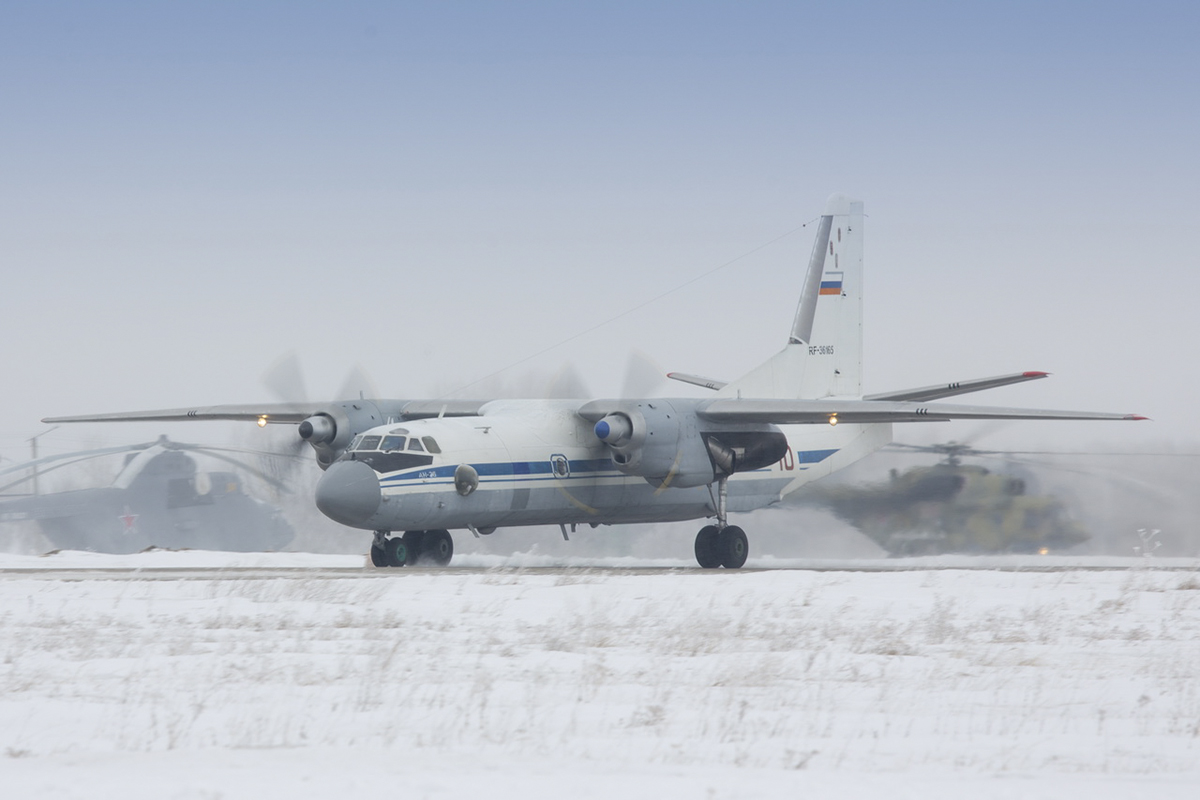
An-26 del 32.º OTSAP en ejercicios de recuperación de un Soyuz TMA en 2017

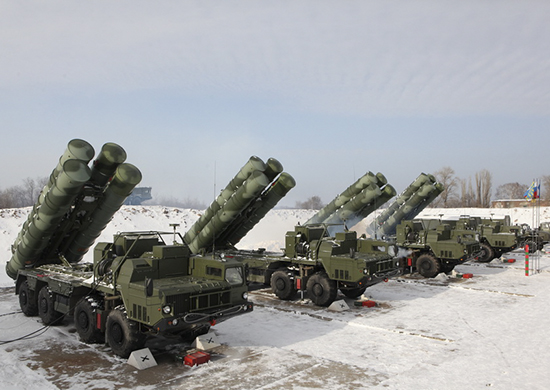
S-400 del 511.º ZRP en 2018
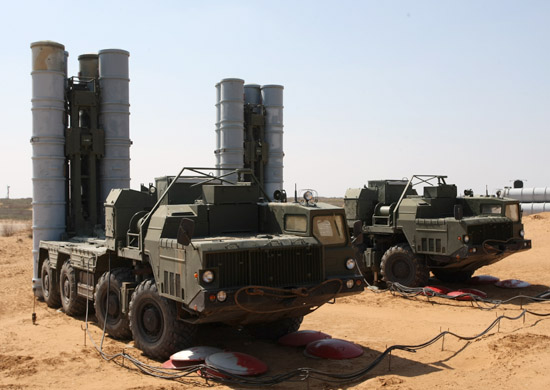
S-300PS en Samara
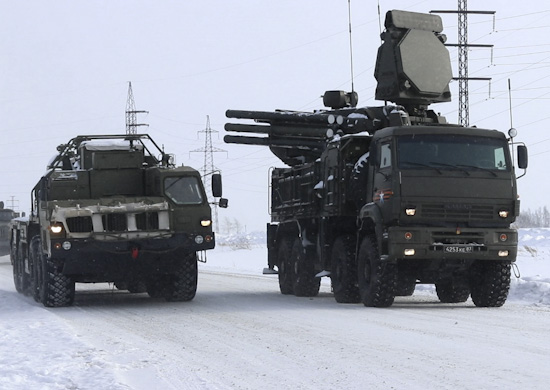
Pantsir-S1 del 590.º ZRP en 2018

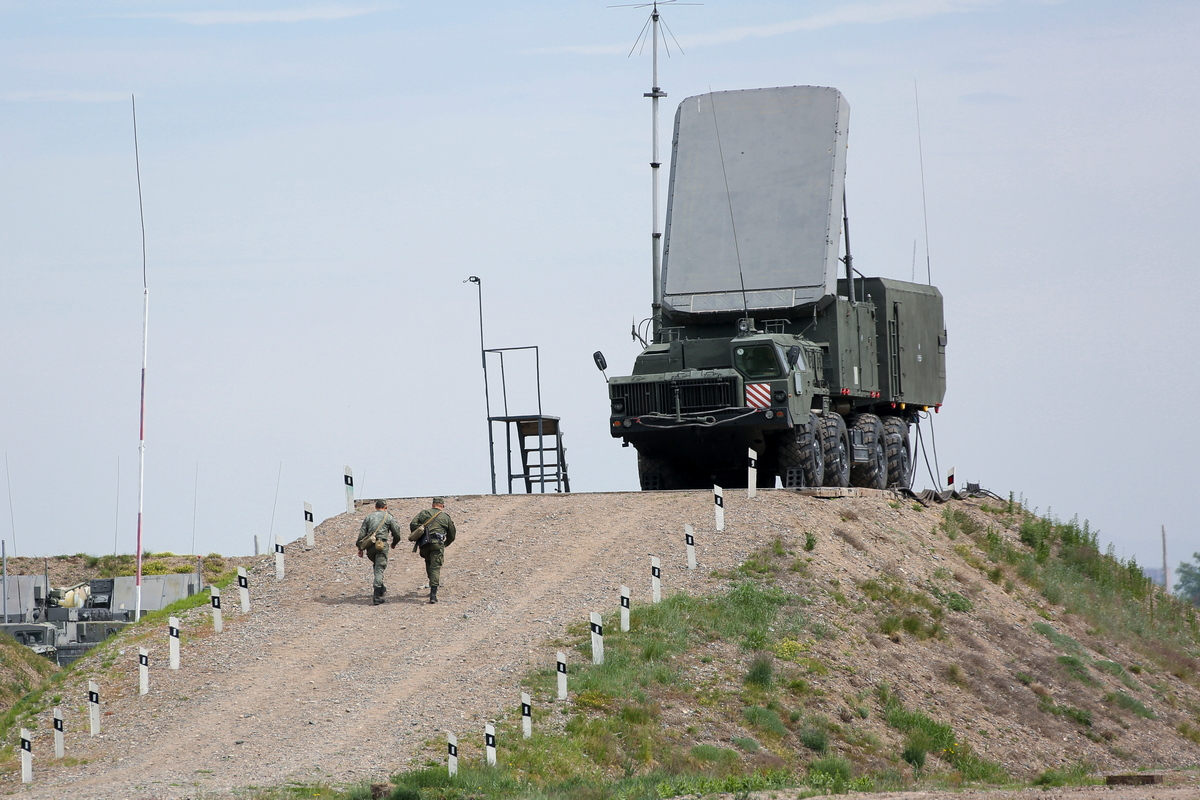
Radar de la 24.º ZRBr en Jakhasia en 2019
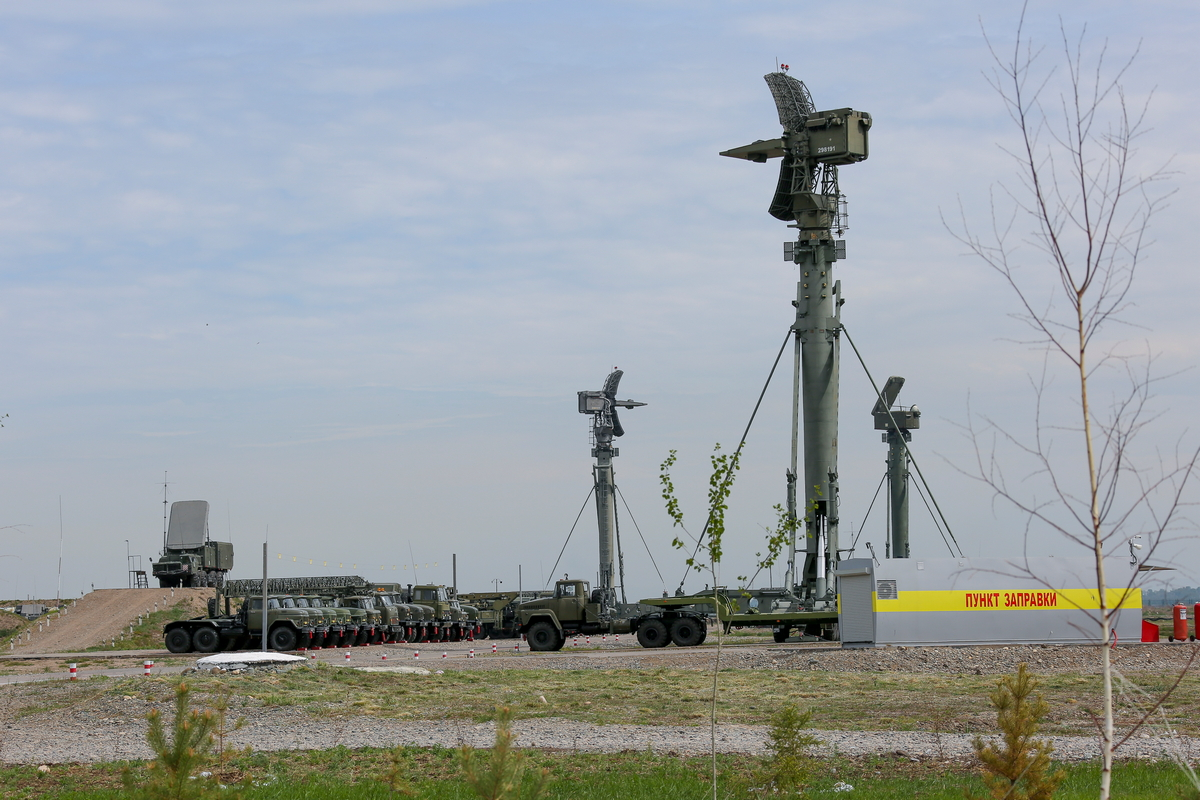
"Gran ojo" de la 24.º ZRBr
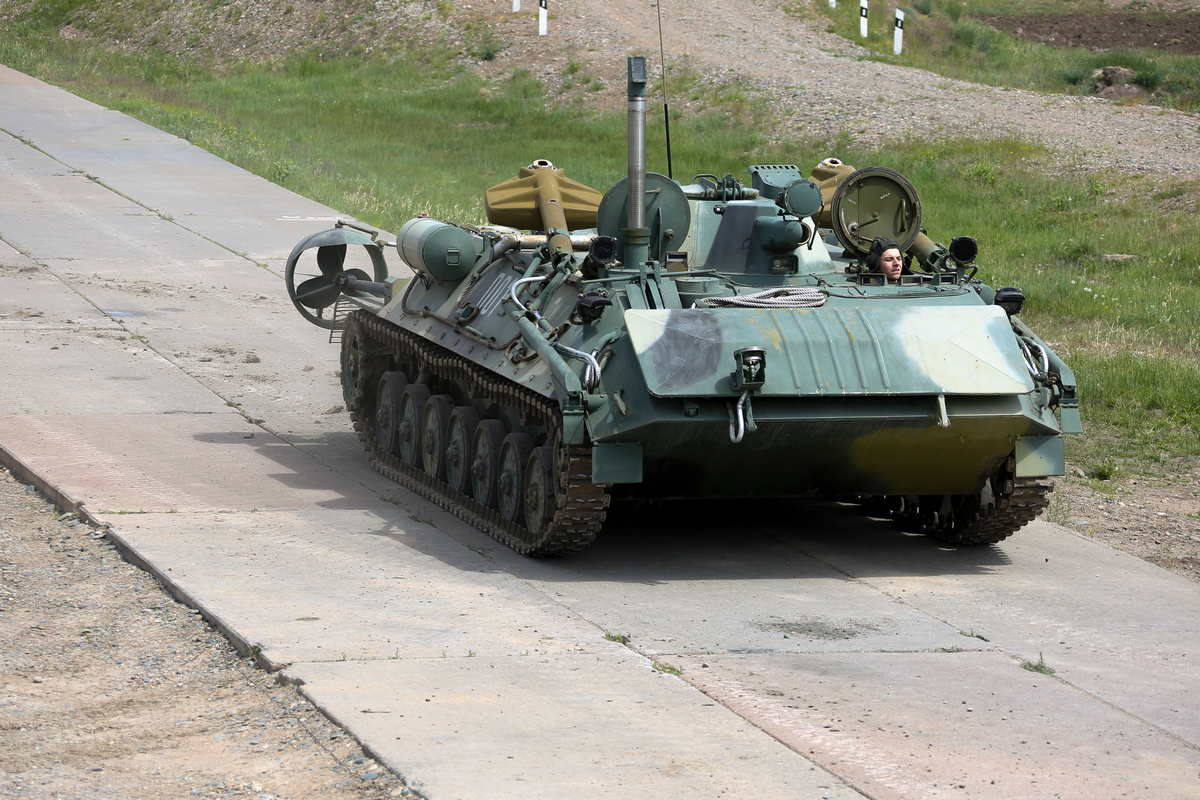
Vehiculo IRM de la 24.º ZRBr